# Wronki
Wronki (in tedesco Wronke) è un comune urbano-rurale polacco del distretto di Szamotuły, nel voivodato della Grande Polonia.
Ricopre una superficie di 302,07 km² e nel 2007 contava 18 679 abitanti.